# تاريي دالي
تاريي دالي (بالنرويجية البوكمول: Tarjei Dale)‏ هو لاعب كرة قدم نرويجي في مركز الهجوم، ولد في 4 يناير 1983 في شين في النرويج. شارك مع منتخب النرويج تحت 21 سنة لكرة القدم. أما مع النوادي، فقد لعب مع نادي أود ونادي سوغندال لكرة القدم.

## وصلات خارجية
- تاريي دالي على موقع اتحاد النرويج (النرويجية)
- تاريي دالي على موقع قاعدة بيانات كرة القدم.إي يو (الإنجليزية)